# Hessischer Integrationspreis
Der Hessische Integrationspreis ist eine seit 2004 verliehene Auszeichnung des Bundeslandes Hessen. Er wird an Projekte vergeben, die den Zusammenhalt der hessischen Bevölkerung stärken.

## Auszeichnung
Die Vergabe erfolgt einmal im Jahr. Der Preis ist mit 20.000 Euro dotiert und kann auf mehrere Preisträger aufgeteilt werden.

## Preisträger des Hessischen Integrationspreises der letzten Jahre
15. Hessischer Integrationspreis 2018: Integration und Kinder
- 1. Preis: Projekt „Zeit mit Kindern“ der Evangelischen Kirchengemeinde Niedergirmes aus Wetzlar
- 2. Preis: Projekt „INTEGRATIONSLOTSEN – ICH BIN VIELE(S)“ der Friedrich-Ebert-Schule in Schwalbach am Taunus
- 3 Preis: Projekt „Zuhause ist da, wo Deine Freunde sind“ des TSV Ginnheim, Musiktheatergruppe Ginnheimer Spatzen in Frankfurt am Main

16. Hessischer Integrationspreis 2019: Integration und interreligiöser Dialog
- 1. Preis: Projekt „Meschugge – Der Hass, der uns spaltet, geht uns alle etwas an“, Deutsches Rotes Kreuz Kreisverband Offenbach e.V.
- 2. Preis geht an fünf Projekte (Projekt „Forum der Religionsgemeinschaften Dreieich“, Religionsgemeinschaften in Dreieich – Integrationsbüro; Projekt „Rat der Religionen im Kreis Gießen“, Evangelische Kirche im Kreis Gießen; Projekt „Rat der Religionen Frankfurt“, Frankfurt am Main; Projekt „Runder Tisch der Religionen in Fulda“; Projekt „Runder Tisch der Religionen Kassel“)
- 3 Preis: Projekt „Gemeinsam – יחד - معا“ der Jüdischen Gemeinde Marburg e.V. und der Islamischen Gemeinde Marburg e.V. ausgezeichnet.

17. Hessischer Integrationspreis 2020: „Gemeinsam gegen Rassismus“
- 1. Preis: Projekt „Bildung, Stärkung, Empowerment: Unsere Arbeit gegen Rassismus“ der Bildungsstätte Anne Frank in Frankfurt am Main
- 2. Preis: Projekt „Empowerment durch Kreativität und Austausch für afrikanische Diaspora und ihre Familien“ des Kone-Netzwerks zur Förderung kommunikativen Handelns in Frankfurt am Main
- 3. Preis: Projekt „Gemeinsam stark gegen Rassismus“ von Arbeit und Bildung e.V. in Marburg
- Sonderpreis: Projekt „Hanau steht zusammen – kollektives Gedenken der Opfer vom 19. Februar“ des Instituts für Toleranz und Zivilcourage 19. Februar Hanau e.V.

18. Hessischer Integrationspreis 2021: „Teilhabe und Gesundheit in Pandemiezeiten“
- 1. Preis: Projekte „Malteser Medizin für Menschen ohne Krankenversicherung – Offenbach“ des Malteser Hilfsdienst e.V. der Stadt und des Kreises Offenbach und „Ausbau der medizinischen Versorgung für Menschen ohne Krankenversicherung in Gießen“ von Medinetz Gießen
- 2. Preis: Projekt „pe/ix social streetlife – Drop-In Center Frankfurt“, Kirche in Aktion e.V in Frankfurt am Main
- 3. Preis: Projekt „Aufklärungskampagne in Hessen zur Gesundheit und zur Integration & TDG als Institution“, Türkisch-Deutsche Gesundheitsstiftung e. V. in Gießen